# 普卢贝尔
普卢贝尔（法語：Ploubezre，法語發音：[plubɛʁ] ⓘ）是法国阿摩尔滨海省的一个市镇，位于该省西北部，属于拉尼永区。

## 地理
普卢贝尔（48°42'16"N, 3°26'56"W）面积31.14 平方千米，位于法国布列塔尼大區阿摩尔滨海省，该省份为法国西北部沿海省份，位于布列塔尼半岛北部，北濒大西洋英吉利海峡，西接菲尼斯泰尔省，南至莫尔比昂省，东临伊勒-维莱讷省。
与普卢贝尔接壤的市镇（或旧市镇、城区）包括：拉尼永、普卢阿雷特、普卢莱克、普卢米约、普吕聚内特、通凯代克、勒维约马尔谢。

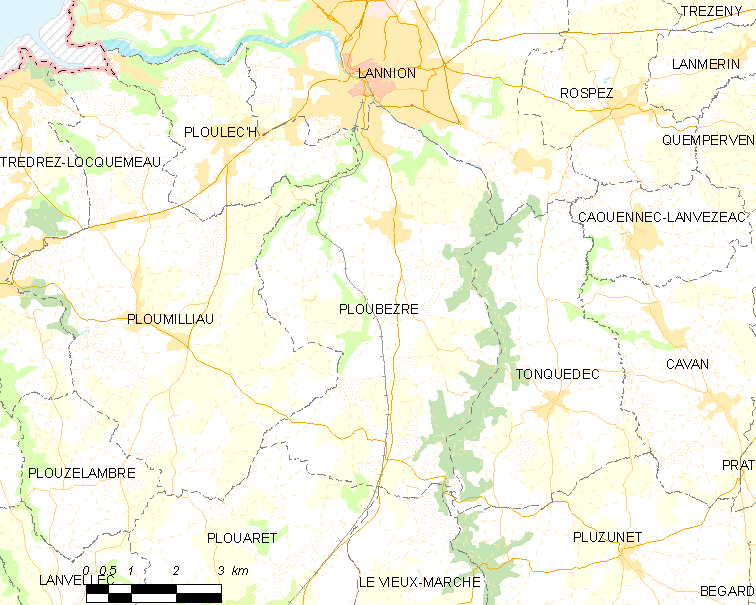
普卢贝尔的OSM定位图

普卢贝尔的时区为UTC+01:00、UTC+02:00（夏令时）。

## 行政
普卢贝尔的邮政编码为22300，INSEE市镇编码为22211。

## 政治
普卢贝尔所属的省级选区为普莱斯坦莱格雷沃县。

## 人口

1962-2008年间普卢贝尔人口变化图示

普卢贝尔于2022年1月1日时的人口数量为3741人。